# NGC 883
NGC 883 is een elliptisch sterrenstelsel in het sterrenbeeld Walvis. Het hemelobject werd op 10 september 1785 ontdekt door de Duits-Britse astronoom William Herschel.

## Synoniemen
- PGC 8841
- MCG -1-6-90